# Emiciclo (L'Aquila)
L'Emiciclo, per esteso Palazzo dell'Emiciclo e anche noto come Palazzo dell'Esposizione, è un complesso monumentale dell'Aquila, sede del Consiglio regionale dell'Abruzzo.

## Storia
L'area compresa dentro le mura dell'Aquila a sud dell'attuale Viale Luigi Rendina — storicamente suddivisa nei locali di Monticchio, Fontecchio e Fossa — rimase quasi interamente inedificata per diversi secoli dopo la fondazione della città. Gli unici edifici di cui si ha debole documentazione sono le scomparse chiese di Sant'Andrea, di Santa Maria a Graiano e di Santa Maria ai Quattro Coronati.
Solo a partire dal 1606, su proposta di Francesco Vastarini, frate cappuccino nonché celebre studioso e predicatore, venne ipotizzata la costruzione di una sede dell'ordine dei frati minori cappuccini da realizzarsi dentro le mura, in contrapposizione al convento di San Giuseppe extra moenia, fondato nel 1540 da Matteo di Leonessa. Il Vastarini acquistò un vasto appezzamento di terreno al margine settentrionale del locale di Monticchio e, nel 1610, cominciò la realizzazione della struttura su progetto di padre Bernardo Romano.

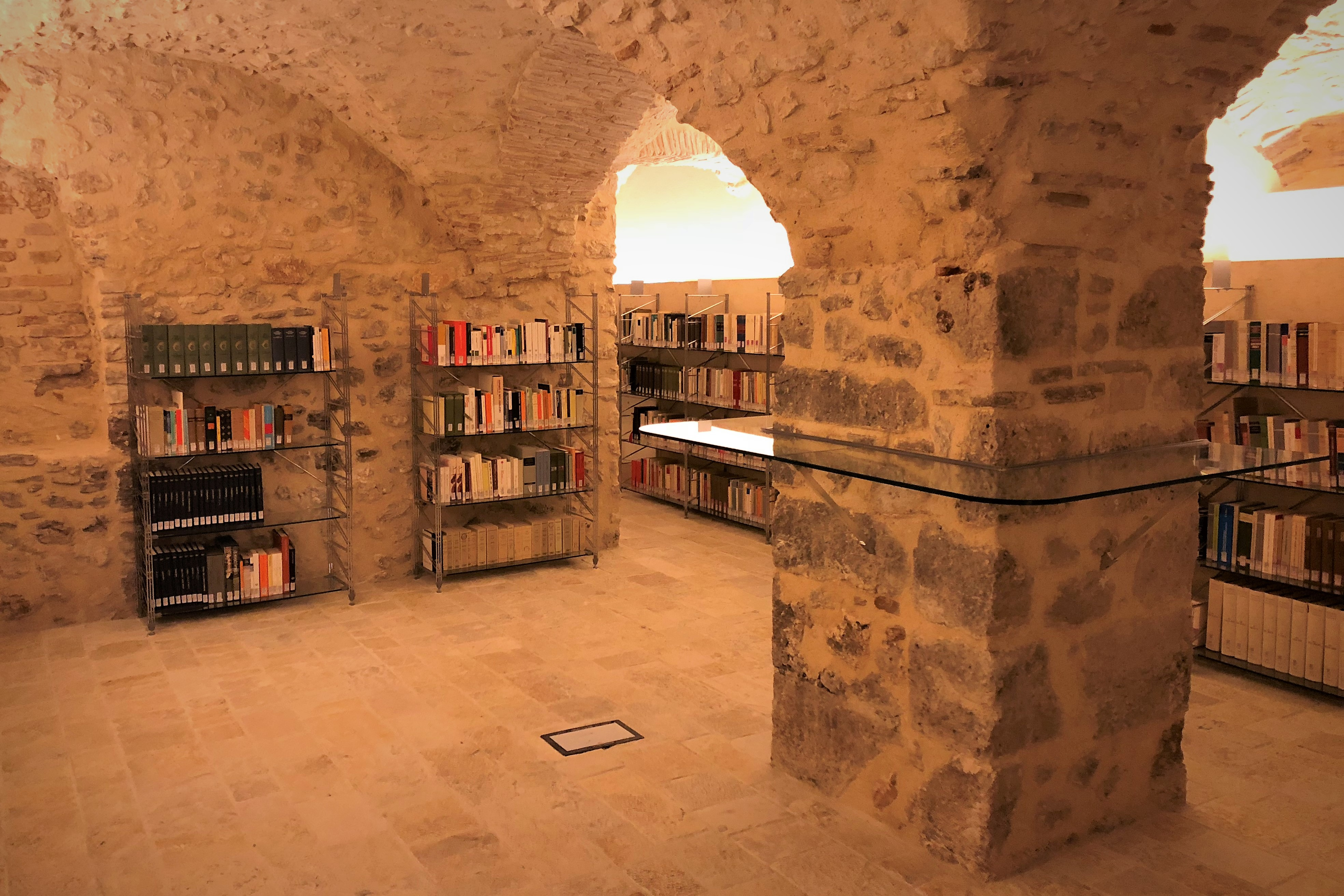
I locali dell'antico convento ospitano oggi la biblioteca del Consiglio regionale dell'Abruzzo

Il complesso fu intitolato all'arcangelo Michele e consisteva in una chiesa, con facciata a coronamento orizzontale, affiancata a sud dal convento; quest'ultimo era di forma quadrangolare con cortile al centro e si strutturava su due livelli con ambienti di servizio al piano terra e 45 camere per i religiosi al primo piano. Alle spalle del complesso, verso la cinta muraria, si stagliava un'area di orti e campi coltivati gestita dagli stessi frati cappuccini.
Nel 1866, in seguito all'Unità d'Italia, la residenza fu soppressa; i cappuccini si trasferirono poi, sul finire del secolo, nel complesso di Santa Chiara a Borgo Rivera, mentre il convento di San Michele divenne dapprima sede della Guardia di Finanza e, nel 1885, passò nelle mani dell'amministrazione comunale che decise di localizzarci l'Esposizione Regionale.
La riconversione del complesso avvenne nel 1888 su progetto dell'architetto Carlo Waldis che, nell'ambito di una complessa e lunga riqualificazione urbanistica dell'intera area meridionale della città, realizzò l'attuale caratteristica facciata ad esedra porticata in corrispondenza dei giardini della Villa comunale.
Il complesso ospitò l'Esposizione del 1903 e, nei decenni successivi, tutte le principali mostre ospitate in città. Tra il 1929 e il 1932 il palazzo fu affiancato dalla Casa del Balilla realizzata in stile monumentalista su progetto di Luigi Cardilli e Vincenzo Di Nanna.
Nel dopoguerra, con la costituzione delle regioni d'Italia, si rese necessario individuare una sede idonea ad ospitare gli uffici. Nel 1971 la giunta regionale si riunì nella sua prima seduta all'interno del Palazzo della Prefettura; nei mesi successivi, anche in virtù dei moti dell'Aquila, l'assemblea si riunì all'interno del Forte spagnolo. Infine, nel 1972, con delibera dell'assemblea legislativa, la sede venne definitivamente trasferita all'Emiciclo che — su intuizione dell'allora soprintendente Mario Moretti e dell'architetto Renzo Mancini — era stato prontamente restaurato per quello scopo. Inizialmente la sala del Consiglio fu localizzata nell'ex navata della chiesa per poi essere trasferita nel salone dell'Esposizione Regionale. Nel 1984 il complesso fu ampliato ad est con la realizzazione di nuove strutture su progetto dell'architetto Giuseppe Santoro.

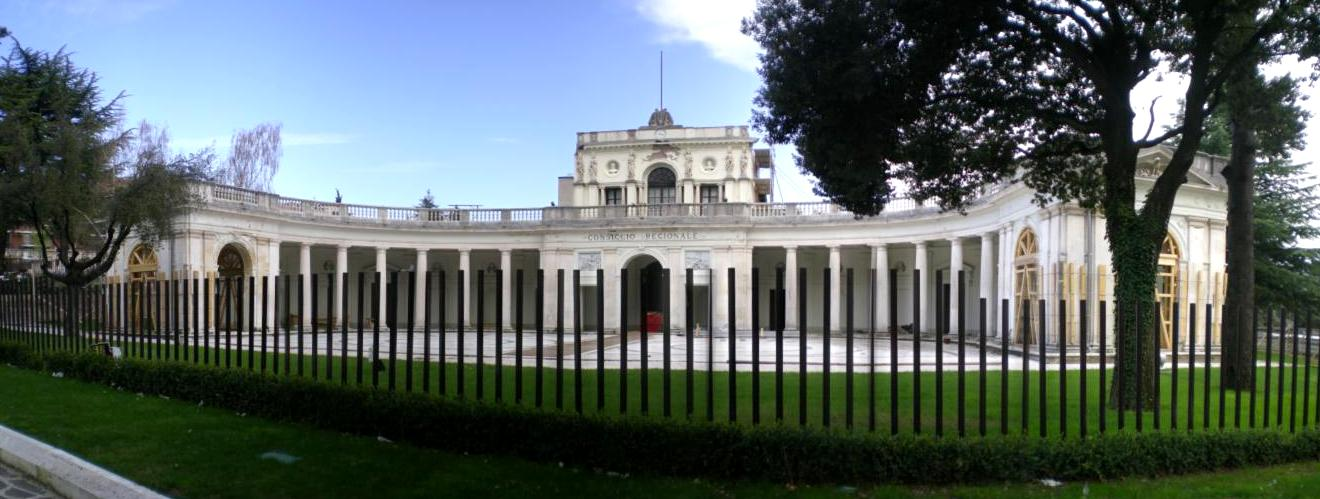
Il complesso in seguito al sisma del 2009

Il terremoto dell'Aquila del 2009 ha danneggiato gravemente l'intero complesso, con danni localizzati soprattutto alle estremità del porticato e nell'ex navata della chiesa. L'Emiciclo è stato quindi oggetto di un radicale progetto di ricostruzione e miglioramento sismico, per un importo di circa 8,8 milioni di euro, approvato dal Consiglio regionale dell'Abruzzo nel 2012; i lavori hanno avuto inizio l'11 gennaio 2016 e si sono conclusi due anni dopo; l'Emiciclo è stato riaperto al pubblico il 22 giugno 2018. L'intervento ha permesso la realizzazione di una nuova fondazione al di sotto del complesso e la posa in opera di 61 isolatori sismici; si tratta del primo palazzo pubblico in Italia ed uno dei primi in Europa ad adottare una soluzione antisismica di questo tipo.

## Descrizione

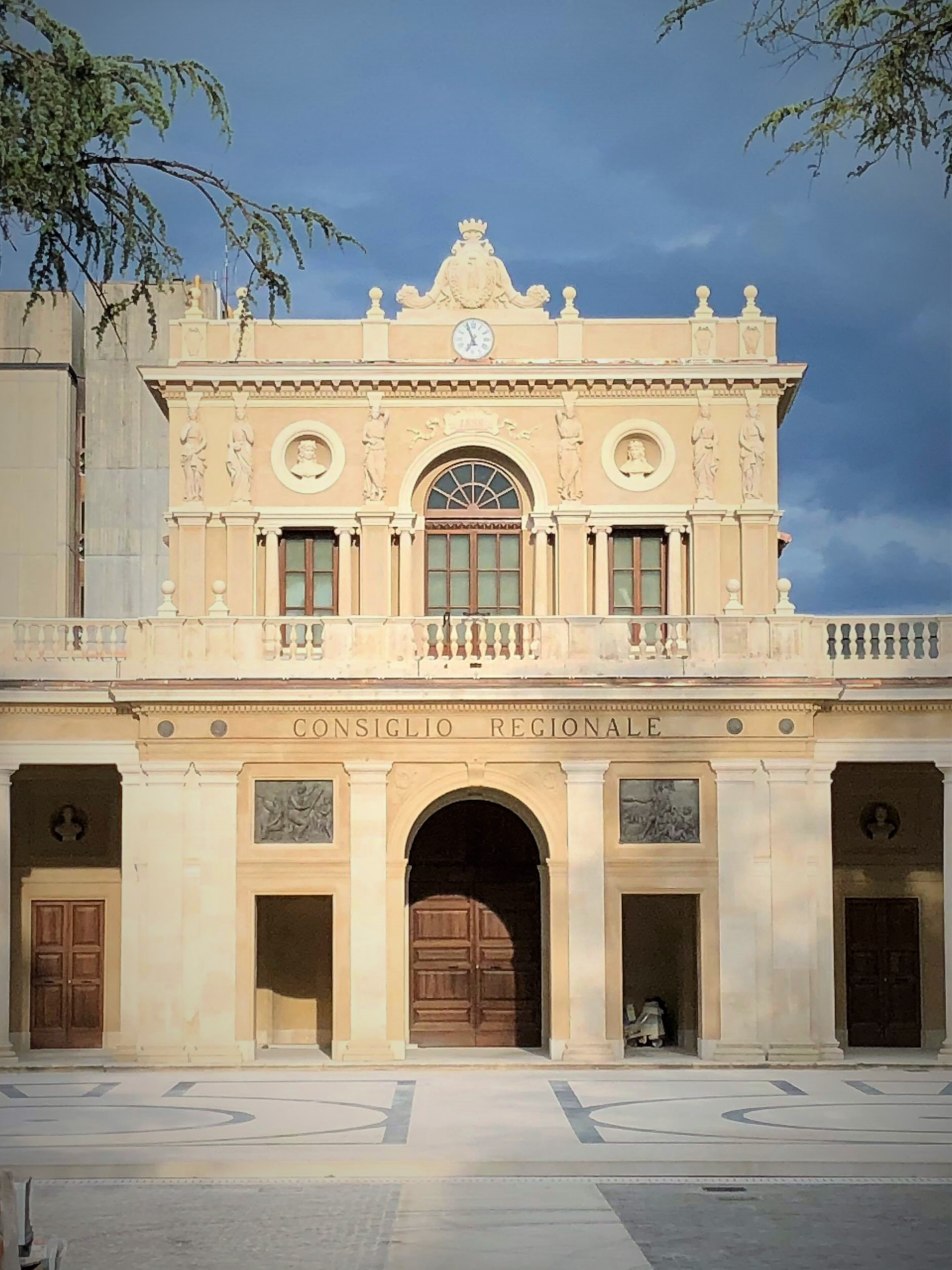
Dettaglio del corpo centrale

L'Emiciclo è situato nel quarto di Santa Giusta, in Via Michele Iacobucci, adiacente ai giardini della Villa comunale. Si tratta di un vasto complesso caratterizzato dalla sovrapposizione di diversi edifici storici, la cui realizzazione è iniziata nel XVII secolo.

### Esterno
La facciata dell'Emiciclo è rappresentata dal palazzo realizzato su progetto di Carlo Waldis sul finire del XIX secolo, caratterizzato da un ricco colonnato in stile neoclassico e di forma semicircolare, da cui il nome dell'intero complesso. Si volge ad ovest verso i giardini pubblici di cui realizza la terminazione orientale.
Il porticato — anticipate da due insolite colonnine lapidee che, nel XIX secolo, sorreggevano le lampade dell'illuminazione pubblica — è costituito da dodici colonne in stile ionico sostenenti un soffitto ad orditura semplice che a sua volta sorregge una vasta terrazza; è suddiviso in due parti da un corpo centrale, impostato su quattro pilastri a base quadrate, e si conclude con due edicole, entrambe con un'aquila nel frontone. Nel mezzo delle due porzioni di porticato sono due bassorilievi: il primo è l'Italia che distribuisce ai vincitori le corone, il secondo la Storia che scrive i fasti che la tromba canta. Inoltre, nella parte centrale, il marcapiano reca la dicitura «Consiglio Regionale» in omaggio alla funzione di sede del Consiglio regionale dell'Abruzzo.
Il colonnato è anche caratterizzato, nel percorso interno, dalla presenza di sedici busti di illustri personalità abruzzesi, vale a dire in ordine alfabetico: Anton Ludovico Antinori, Andrea Argoli, Bernardino Cirillo, Cola dell'Amatrice, Pietro Antonio Corsignani, Giacinto De Vecchi, Leonardo Dorotea, Giacinto Dragonetti, Muzio Febonio, Carlo Franchi, Giovanni da Capestrano, Niccolò dell'Isola, Venanzio Lupacchini, Luigi Marchesani, Giulio Mazzarino e Lucio Silla. Di questi quattordici sono rivolti verso la piazza mentre due — i busti di Dorotea e Dragonetti — sono rivolti verso l'ingresso al complesso.

### Interno

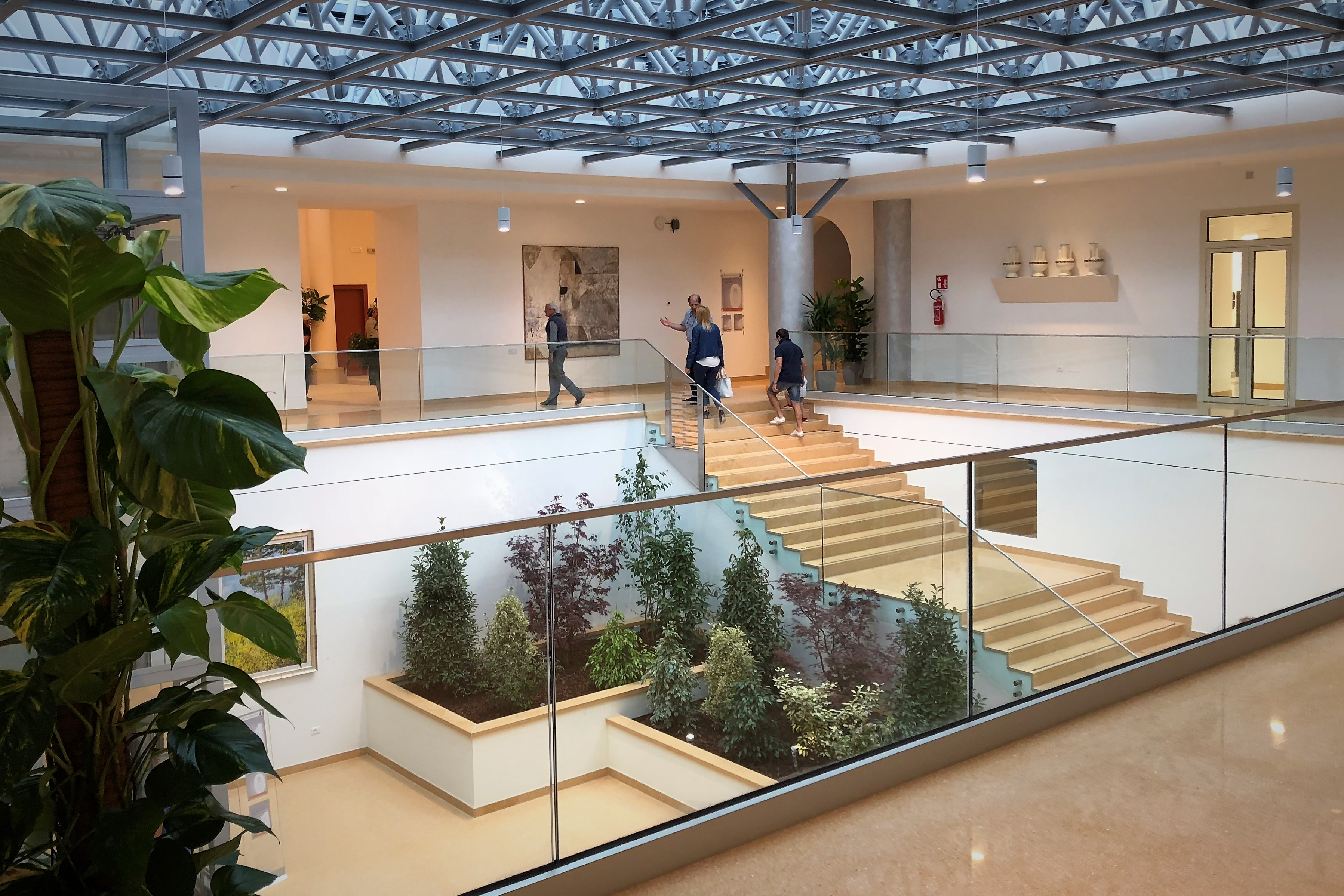
Il chiostro dell'Emiciclo

L'ingresso al complesso avviene tramite il corpo principale della facciata che immette direttamente in una vasta aula quadrangolare, denominata Navata, che costituisce ciò che rimane dell'originaria chiesa di San Michele. La Navata si conclude sul fondo, verso est, con I giorni e le opere, grande vetrata istoriata opera dell'artista Franco Summa e vincitrice di un apposito concorso internazionale. In essa, secondo Franco Purini si racchiudono «elementi impliciti che agiscono a livello subliminale», tra cui il rosone della basilica di Santa Maria di Collemaggio.

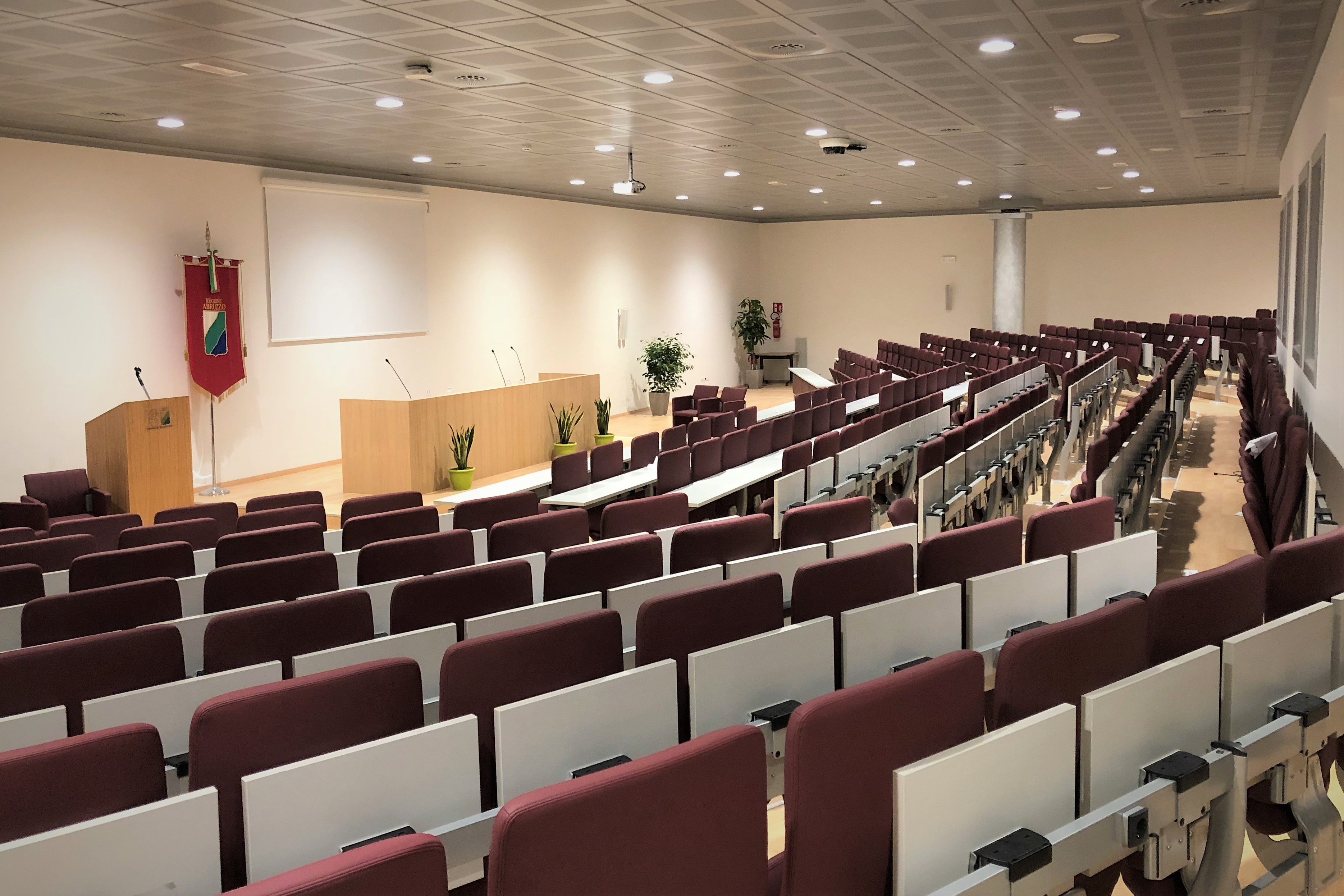
La sala ipogea

Alla destra della Navata si ci immette nel chiostro, reso nuovamente accessibile nel 2018 dopo la dismissione della sala Michetti che ne occupava lo spazio. Il chiostro è posto al centro dell'antico convento dei cappuccini: presenta una copertura vetrata e costituisce uno spazio di disimpegno per i vari ambienti che lo circondano. Dal chiostro è possibile inoltre accedere all'ala moderna del complesso posta ad ovest dell'Emiciclo. Il chiostro si apre, al piano superiore, agli uffici di rappresentanza e, al piano inferiore, ad ambienti di servizio ed alla Sala della Biblioteca.
Dal chiostro inoltre, oltre che direttamente dall'esterno, si raggiunge la sala ipogea realizzata al di sotto della piazza del colonnato durante i lavori di ricostruzione del 2016-2018 e destinata a sostituire la precedente sala Michetti. La sala, anch'essa a semicerchio, occupa una superficie di 590 m² e può contenere 186 posti nella sua configurazione ad assemblea del Consiglio regionale dell'Abruzzo, oppure 250 posti in caso di evento aperto al pubblico.
I sotterranei dell'ex convento dei Cappuccini, restaurati nel 2018, ospitano la Biblioteca regionale "Giuseppe Bolino".